# Anacleora diffusa
Anacleora diffusa är en fjärilsart som beskrevs av Walker 1869. Anacleora diffusa ingår i släktet Anacleora och familjen mätare. Inga underarter finns listade i Catalogue of Life.